# Sacé
Sacé és un municipi francès situat al departament de Mayenne i a la regió de País del Loira. L'any 2007 tenia 427 habitants.

## Demografia

### Població
El 2007 la població de fet de Sacé era de 427 persones. Hi havia 140 famílies de les quals 16 eren unipersonals (8 homes vivint sols i 8 dones vivint soles), 48 parelles sense fills i 76 parelles amb fills.
La població ha evolucionat segons el següent gràfic:
Habitants censats

### Habitatges
El 2007 hi havia 165 habitatges, 145 eren l'habitatge principal de la família, 11 eren segones residències i 9 estaven desocupats. Tots els 165 habitatges eren cases. Dels 145 habitatges principals, 123 estaven ocupats pels seus propietaris, 21 estaven llogats i ocupats pels llogaters i 1 estava cedit a títol gratuït; 2 tenien dues cambres, 12 en tenien tres, 30 en tenien quatre i 101 en tenien cinc o més. 127 habitatges disposaven pel capbaix d'una plaça de pàrquing. A 38 habitatges hi havia un automòbil i a 104 n'hi havia dos o més.

### Piràmide de població
La piràmide de població per edats i sexe el 2009 era:
| Homes | Edats   | Dones |
| ----- | ------- | ----- |
| 0     | 95 o +  | 0     |
| 0     | 90 a 94 | 0     |
| 0     | 85 a 89 | 4     |
| 0     | 80 a 84 | 0     |
| 4     | 75 a 79 | 0     |
| 0     | 70 a 74 | 4     |
| 8     | 65 a 69 | 0     |
| 16    | 60 a 64 | 12    |
| 4     | 55 a 59 | 4     |
| 4     | 50 a 54 | 8     |
| 12    | 45 a 49 | 4     |
| 16    | 40 a 44 | 24    |
| 12    | 35 a 39 | 16    |
| 16    | 30 a 34 | 16    |
| 12    | 25 a 29 | 12    |
| 20    | 20 a 24 | 4     |
| 8     | 15 a 19 | 8     |
| 16    | 10 a 14 | 4     |
| 12    | 5 a 9   | 12    |
| 24    | 0 a 4   | 12    |

## Economia
El 2007 la població en edat de treballar era de 273 persones, 235 eren actives i 38 eren inactives. De les 235 persones actives 219 estaven ocupades (115 homes i 104 dones) i 16 estaven aturades (6 homes i 10 dones). De les 38 persones inactives 14 estaven jubilades, 13 estaven estudiant i 11 estaven classificades com a «altres inactius».

### Ingressos
El 2009 a Sacé hi havia 147 unitats fiscals que integraven 438 persones, la mediana anual d'ingressos fiscals per persona era de 18.543 €.

### Activitats econòmiques
Dels 11 establiments que hi havia el 2007, 3 eren d'empreses extractives, 1 d'una empresa de fabricació d'altres productes industrials, 2 d'empreses de construcció, 2 d'empreses de comerç i reparació d'automòbils, 2 d'entitats de l'administració pública i 1 d'una empresa classificada com a «altres activitats de serveis».
Dels 3 establiments de servei als particulars que hi havia el 2009, 1 era un taller de reparació d'automòbils i de material agrícola, 1 paleta i 1 guixaire pintor.
L'any 2000 a Sacé hi havia 25 explotacions agrícoles que ocupaven un total de 714 hectàrees.

## Equipaments sanitaris i escolars
El 2009 hi havia una escola elemental.

## Poblacions més properes
El següent diagrama mostra les poblacions més properes.